# Idioptera fasciolata
Idioptera fasciolata är en tvåvingeart som först beskrevs av Osten Sacken 1869.  Idioptera fasciolata ingår i släktet Idioptera och familjen småharkrankar. Inga underarter finns listade i Catalogue of Life.